# Geografia Malediwów

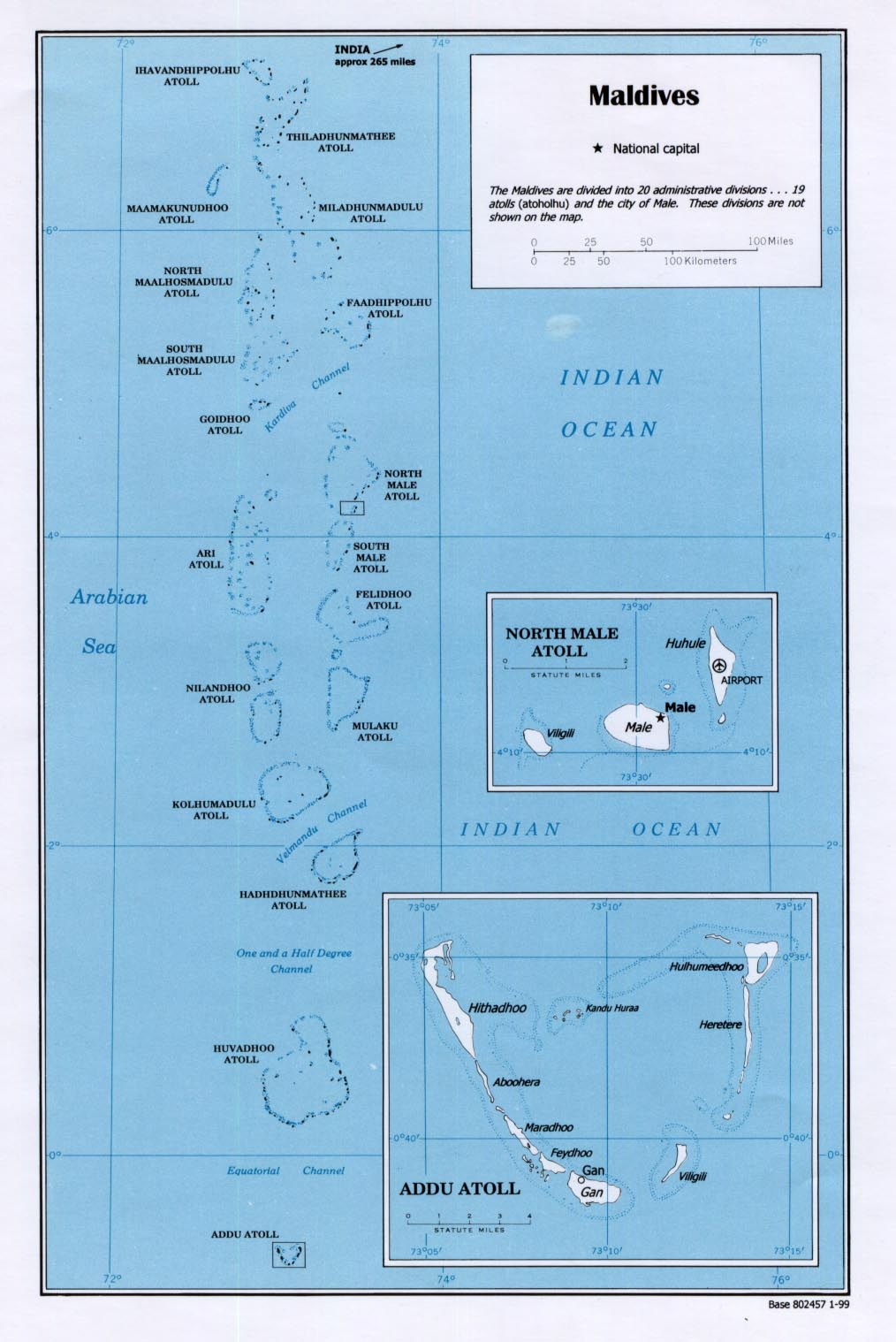
Mapa Malediwów

Malediwy są południowoazjatyckim państwem wyspiarskim leżącym na Oceanie Indyjskim, na południowy zachód od Półwyspu Indyjskiego w skład którego wchodzi około 1300 niewielkich wysp koralowych. Archipelag Malediwów zasiedlili w V wieku osadnicy buddyjscy. Obecnie jest to kraj, którego wszyscy mieszkańcy wyznają islam, a turystyka jest podstawowym sektorem gospodarki tego kraju.

## Powierzchnia i granice
Powierzchnia – 298 km²
Skrajne punkty – północny 7°10'N, południowy 0°40'S, zachodni 72°33'E, wschodni 73°44'E Pomimo niewielkiej powierzchni, która jest porównywalna z wielkością przeciętnej polskiej gminy, kraj ten rozciąga się na długości 820 km i szerokości 130 km
Granice – Malediwy, jako kraj wyspiarski, poprzez wody terytorialne Oceanu Indyjskiego graniczy od północnego wschodu z Indiami. Państwa te oddziela Morze Lakkadiwskie.
Linia brzegowa kraju wynosi 644 km.

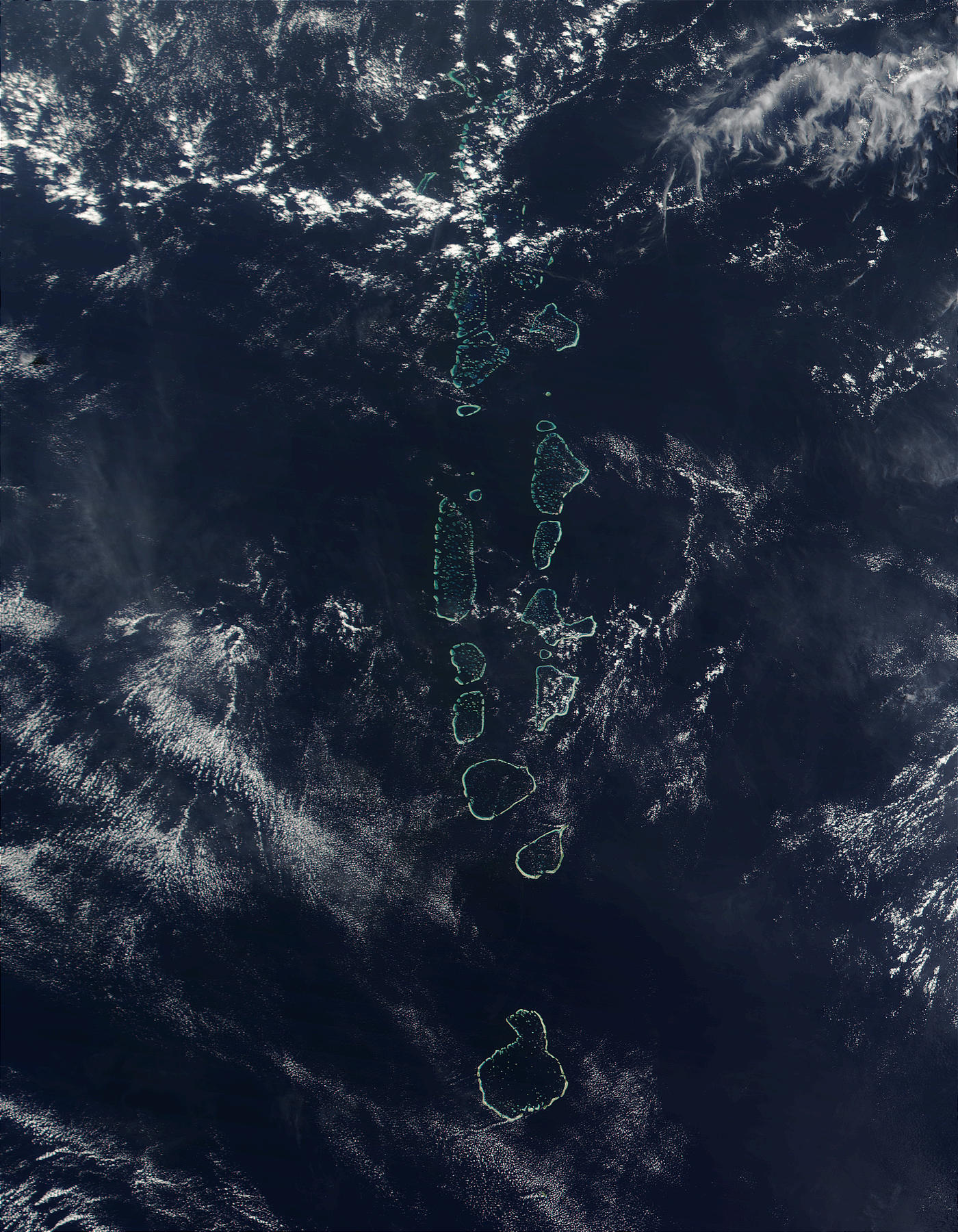
Malediwy widziane z kosmosu

## Budowa geologiczna i rzeźba
Malediwy nie mają podłoża geologicznego. Położone są na koralowcach narosłych na grzbiecie podmorskiego łańcucha wulkanicznego. Wyspy te mają ściśle nizinny charakter, gdzie przeciętna wysokość nad poziom morza liczona jest w centymetrach, a maksymalne wzniesienia nie przekraczają 5 m n.p.m. Ten fakt sprawia, że ów kraj jest najbardziej zagrożony państwem wyspiarskim skutkami globalnego ocieplenia. Każdy z 26 atoli, tworzących wyspy, otacza rafa barierowa. Archipelag, oprócz wysp koralowych, składa się z piaszczystych łach i wynurzonych fragmentów raf koralowych.

## Klimat
Wyspy znajdują się w strefie klimatu równikowego wilgotnego, a północne atole leżą w strefie podrównikowej. Opady deszczu przekraczają 1500 mm rocznie. Malediwy cechują się wysokimi stałymi temperaturami o niewielkich wahaniach dobowych, dużymi opadami i dużą wilgotnością.
Temperatury są wysokie i oscylują w granicach 26–30 °C, jedynie na północy wahania termiczne są nieco wyższe i wynoszą od 24 do 32 °C. Na temperatury ma istotny wpływ monsun, który w okresie od grudnia do marca jest chłodny, suchy i wieje z północnego zachodu. W okresie od kwietnia do listopada wieje monsun południowo-wschodni, który jest ciepły i wilgotny. To sprawia, że temperatury w północnej części Malediwów cechują się nieco większymi wahaniami. Wartości termiczne nigdy jednak nie obniżają się poniżej 24 °C, także w nocy.
Malediwy są bardzo wilgotnym krajem, ze spadkiem intensywności opadów w okresie zimowym. Na północy kraju wartości opadowe wynoszą około 1800 mm, w środkowej części kraju 2200 do 2500 mm na południu kraju. Największe opady w postaci ulewnych deszczów występują latem.

## Wody i gleby
Malediwy nie posiadają żadnych wód powierzchniowych w postaci rzek i jezior. Są otoczone wodami Oceanu Indyjskiego o temperaturach oscylujących w granicach 29 °C.
W kraju dominującą formacją glebową są ubogie i mocno zasolone gleby piaszczyste.

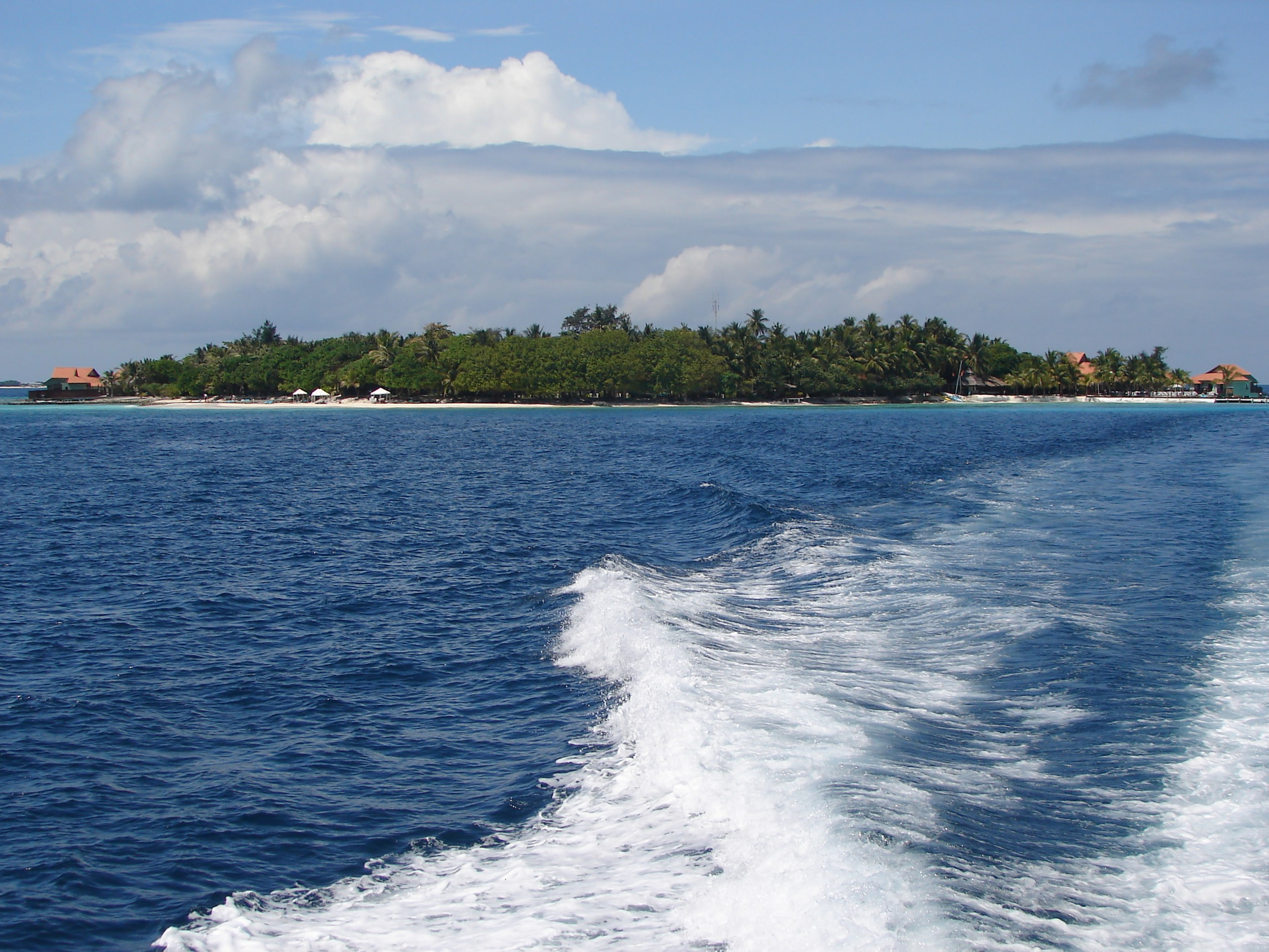
Jedna z wysp koralowych

## Flora i fauna
Na wyspach Archipelagu Malediwów jedyną w zasadzie formacją roślinną są niewielkie fragmenty lasów tropikalnych. Lasy zajmują zaledwie 3% powierzchni kraju i praktycznie zostały wycięte na potrzeby rolnictwa i budownictwa. Dominującym gatunkiem jest palma kokosowa, która rośnie głównie na plażach, a poza nią drzewo chlebowe. Resztę szaty roślinnej stanowi roślinność morska towarzysząca rafom koralowym, będącym atrakcją turystyczną.
Świat zwierzęcy jest bardzo ubogi. Przyczyną jest wielkość wyspy, oraz duża gęstość zaludnienia wynosząca około 900 osób/km². Dominującymi zwierzętami są wszelkie gatunki morskie jak ryby (m.in. tuńczyki i bonito), organizmy rafotwórcze, dość liczne żółwie, a także ptaki morskie.